# Alkalinitet
Alkalinitet är ett mått på vattnets förmåga att tåla tillskott av vätejoner, H+, eller oxoniumjoner, H3O+, utan att reagera med en kraftig pH-sänkning, det vill säga ett mått på vattnets buffertkapacitet. Karbonatsystemet är i de flesta naturliga vattendrag det mest betydande buffertsystemet. När ett överskott av oxoniumjoner tillsätts i form av en syra har karbonatsystemet möjlighet att reagera med oxoniumjoner genom att bilda vätekarbonatjoner, HCO3-, som i princip varken är sur eller basisk och därigenom kommer pH att vara i stort sett oförändrat trots syratillförsel. Hur bra buffertförmågan är bestäms av koncentrationerna av de ingående ämnena i karbonatsystemet, ju högre koncentrationer desto högre är buffertförmågan.

## Kemisk definition
Aktiviteten definieras från nedanstående ekvation:
{\displaystyle ALK_{T}=[{HCO_{3}}^{-}]_{T}+2[{CO_{3}}^{2-}]_{T}+[{B(OH)_{4}}^{-}]+[OH^{-}]_{T}+2[{PO_{4}}^{3-}]_{T}+[{HPO_{4}}^{2-}]_{T}+[{SiO(OH)_{3}}^{-}]_{T}-[H^{+}]_{SWS}-[{HSO_{4}}^{-}]}
Index T ovan motsvarar den totala koncentrationen i lösningen, utan att ta hänsyn till jonaktiviteten.
Från ekvationen ovan kan det utläsas att de flesta baserna behöver en proton för att neutraliseras. För både CO32- och PO43- behövs dock två protoner för att neutralisera basen, vilket gör att alkaliniteten höjs med två per mol. Minustecknet framför H+ och HSO4- indikerar att dessa sänker alkaliniteten.
Alkalinitet anges ofta i enheten mekv/l (milliekvivalenter per liter) vilket motsvarar antalet millimol laddningar (e-) per liter. Eftersom vätekarbonat, som är den jon som man ofta räknar alkaliniteten ifrån, är en envärt laddad jon är mmol/l lika med mekv/l. Ibland anges alkalinitet som mg HCO3- per liter, då får man räkna om först till en substansmängd i mol via jonens molmassa (61,016 g/mol) och sedan till ekvivalenter (mol för alkalinitet).

## Användningsområden

### Försurning
Genom att mäta alkaliniteten kan man bestämma hur känsliga bland annat sjöar och åar är gentemot försurning. Det ger ett bättre mått på föroreningsgraden än vad pH-undersökningar ger.

### Dricksvattenrening
Alkalinitet är viktigt i vattenverk bland annat för att kunna kontrollera pH-värdet och för att optimera olika processteg. Processer som påverkar alkaliniteten är bland annat karbonatutfällning, pH-justering, avhärdning och flockning.
I dricksvatten står innehållet av vätekarbonat för merparten av alkaliniteten. I andra sammanhang, när pH är högre, blir tillskottet från hydroxidjonerna och karbonaten betydande.
För dricksvatten kan många av jonerna i tidigare nämnd ekvation plockas bort då koncentrationen av dessa är så låga att de är försumbara. Därför kan följande förenklade ekvation användas för dricksvatten.
{\displaystyle ALK=[{HCO_{3}}^{-}]+2[{CO_{3}}^{2-}]+[OH^{-}]-[H^{+}]}

#### Avhärdning
En process vid reningen av råvatten till dricksvatten som påverkar alkaliniteten är avhärdning, vilket är ett samlingsnamn på metoder för att minska vattenhårdheten, det vill säga vattnets innehåll av Ca2+ och Mg2+. Vattnets hårdhet bör minskas då hårt vatten kan orsaka igensättning av rör och varmvattenberedare, och även en högre användning av tvål/tvättmedel/diskmedel behövs ju hårdare vattnet är. Det finns flera olika metoder för att minska vattnets hårdhet. Tre av dessa är kemisk utfällning, jonbyte eller olika lågtrycksavhärdningsmembran. Det gemensamma för alla processer är att göra vattnet mjukare genom att avlägsna kalcium- och magnesiumjoner vilket kommer att påverka vattnets alkalinitet.
Det är viktigt att skilja på karbonathårdhet och ickekarbonathårdhet, då det endast är karbonathårdheten som definieras av de katjoner som associeras med anjonerna som bygger upp alkaliniteten (HCO3-  & CO32-). I ickekarbonathårdhet binds ofta katjonerna, till natrium eller kalium istället, vilket inte har någon påverkan på alkaliniteten. Hårt vatten har ofta hög alkalinitet medan mjukt vatten ofta har låg alkalinitet.
När koldioxid löses i vatten bildas kolsyra H2CO3, vätekarbonat HCO3- och karbonat CO32-. Vid pH omkring och över 10,3 kommer karbonatjonerna att binda in till kalciumjoner som finns lösta i vattnet och fällas ut som kalciumkarbonat i enlighet med:
{\displaystyle Ca^{2+}+{CO_{3}}^{2-}(aq)\rightleftharpoons CaCO_{3}(s)}
Mängden vätekarbonat och karbonat löst i vattnet kommer således att minska, vilket påverkar vattnets alkalinitet, utan att pH höjs. Bortfall av karbonat kommer att minska alkaliniteten med två enheter och bortfall av vätekarbonat med en enhet. Ett exempel på en kemisk utfällning är att tillsätta kalk (Ca(OH)2), då kommer förenklat följande reaktioner att ske:
{\displaystyle CO_{2}+Ca(OH)_{2}\rightleftharpoons CaCO_{3}(s)+H_{2}0}
{\displaystyle Ca^{2+}+2HCO_{3}^{-}+Ca(OH)_{2}\rightleftharpoons 2CaCO_{3}(s)+2H_{2}O}
I första hand kommer kalken att reagera med koldioxiden på grund av att koldioxiden är en starkare syra än vätekarbonaten. Sedan, när den mesta av koldioxiden är förbrukad, kommer kalken reagera med vätekarbonaten.
För att kunna genomföra avhärdningen höjs pH i vattnet så att kalciumkarbonaten kan fällas ut. När processen är klar sänks pH genom tillsättning av koldioxid, det kommer inte att ha någon inverkan på vattnets alkalinitet på grund av att löst koldioxid kommer att bilda lika delar negativa joner; vätekarbonat- /karbonatjoner och positiva joner, vätejoner, vilka kommer ta ut varandra i alkalinitetsekvationen. Se nedan reaktionsformler:
Vid neutrala pH-värden:
{\displaystyle CO_{2}+H_{2}O\rightleftharpoons {HCO_{3}}^{-}+H^{+}}
Vid höga pH värden:
{\displaystyle CO_{2}+H_{2}O\rightleftharpoons {CO_{3}}^{2-}+2H^{+}}

#### Flockning
Vid flockning i vattenverk och reningsverk är det av flera anledningar viktigt att övervaka alkaliniteten. Detta både för att innan flockningskemikalien tillsätts kunna justera pH till rätt nivå men också för att själva flockningsprocessen i sig sänker alkaliniteten. Det är viktigt att inte låta alkaliniteten bli för hög då detta är förknippat med hög risk för igensättning i ledningsnätet. För låg alkalinitet kan däremot skapa problem med stora pH-variationer under både behandlingsstegen och i ledningsnätet.
Flockningskemikalierna är vanligen ett järn- eller aluminiumsalt (vanligast i Sverige är aluminiumsalter). Exempel på reaktioner kan då vara:
{\displaystyle 2FeCl_{3}+6{HCO_{3}}^{-}\rightleftharpoons 2Fe(OH)_{3}+6Cl^{-}+6CO_{2}}
eller
{\displaystyle Al_{2}(SO_{4})_{3}+6{HCO_{3}}^{-}\rightleftharpoons 2Al(OH)_{3}+3{SO_{4}}^{2-}+6CO_{2}}
I båda fallen förbrukas HCO3- vilket sänker vattnets alkalinitet.
Om alkaliniteten i det inkommande råvattnet inte är tillräckligt hög för att buffra under flockningsprocessen behöver alkaliniteten höjas för att kunna hålla pH på önskad nivå för att optimera flockningen. Viktigt är då att tänka på att alkaliniteten måste höjas till den grad att den fortfarande är tillräckligt hög även efter att flockningsprocessen har sänkt den. Det finns olika metoder för att höja vattnets alkalinitet, ofta tillsätts kalksten eller krita.